# Brian O'Nolan
Brian O'Nolan (irlandeză: Brian Ó Nualláin) (n. 5 octombrie, 1911 – d. 1 aprilie, 1966) cunoscut și sub pseudonimul de Flann O'Brien a fost un scriitor irlandez.